# Rhyacia fusca
Rhyacia fusca är en fjärilsart som beskrevs av Barend J. Lempke 1962. Rhyacia fusca ingår i släktet Rhyacia och familjen nattflyn. Inga underarter finns listade.